# ریتم درون
ریتم درون (انگلیسی: Rhythm Inside) نام ترانه‌ای از لوئیک نوتت است که در سال ۲۰۱۵ منتشر شد و در یوروویژن ۲۰۱۵ نماینده بلژیک بود که چهارم گردید.